# Marcel Coene
Pour les articles homonymes, voir Coene.
Marcel Coene est un homme politique français né le 21 décembre 1904 à Montataire et mort le 4 juin 1966 à Belle-Île-en-Mer.
Ouvrier dans la métallurgie puis garagiste, il fut résistant FTP. Membre du PCF et syndicaliste, il a été maire de Montataire (Oise) de 1945 à 1966.

## Biographie

### Jeunesse
Marcel Coene est le cinquième d’une famille de neuf enfants originaire de Ruiselede à 30 kilomètres de Gand. Son père, Florimond arrive, à Montataire dans les années 1890, pour travailler aux laminoirs des Forges. Au début des années 1920, la famille déménage pour les laminoirs de Beautor dans l’Aisne.
En 1936, Marcel Coene revient à Montataire pour travailler chez le constructeur de matériel agricole Cima Wallut et adhère au Parti communiste français (PCF). Licencié en novembre 1938 après les grèves générales, il retrouve du travail chez Marinoni dont il sera licencié en mars 1950 à la suite de grèves. Il devient ensuite garagiste à Montataire.

### Résistance
Mobilisé en 1939, il est fait prisonnier le 17 juin 1940. Il est libéré en juin 1941 pour armer la marine de commerce mais ne la rejoindra pas. Contacté par André Germain, il passe en 1943 dans la résistance clandestine. Sous le pseudonyme d'Albert, il participe au réseau de résistance du bassin creillois : Le Détachement Valmy.
Commissaire aux effectifs des FTP pour l’Oise puis à l’interrégion 27, il est colonel FTP à la fin de la guerre.

### Maire de Montataire
Nommé conseiller municipal provisoire en septembre 1944, il devient maire en avril 1945. Il conserve ce mandat jusqu’au sa mort avec une interruption en 1951-1953.
Cette interruption est provoquée par une suspension de son mandat le 11 avril 1951. En effet, le 4 mars 1951 lors des obsèques d’un jeune soldat tué en Indochine, Marcel Coene prononce sur cette guerre une déclaration qui choque la famille du défunt. Il est bien réélu par son conseil municipal le 9 juin, mais cette élection est annulée par le conseil de préfecture.
Son premier adjoint Roland Bertrand assure l’intérim mais à l’automne 1951 éclate un conflit avec Marcel Coene à qui il reproche des irrégularités dans la gestion municipale. Roland Bertrand est exclu du PCF.
Le 4 juillet 1952, Marcel Coene est condamné à 6 000 francs d’amende par le tribunal de Senlis pour « avoir pris position contre la politique du gouvernement français en Indochine et s’être efforcé de provoquer des incidents à l’occasion de l’inhumation d’un soldat mort pour la France ».
C’est Maurice Mignon, militant PCF et ancien résistant, qui remplace le maire sanctionné jusqu’aux élections municipales de 1953 où ce dernier retrouve son siège.
La liste communiste entière est élue à chaque échéance : en 1947 contre une liste SFIO et en 1953 et 1959 contre une liste de la Troisième Force.
Membre du bureau fédéral du PCF à partir d’octobre 1945 puis membre du comité fédéral jusqu’en 1966 ; il sera candidat du parti aux èlections sénatoriales de 1958 1959 et 1965 et aux cantonales de 1951.
Il sera également candidat aux élections législatives : titulaire en 1956 et suppléant en 1958 et 1962.
Il meurt subitement pendant un séjour dans sa maison de Belle-Île-en-Mer le 4 juin 1966. Sa femme Jeanne puis d'autres membres de sa famille occupent des sièges de conseillers municipaux par la suite.